# Empire Earth II
Empire Earth II — компьютерная игра в жанре стратегия в реальном времени (RTS).
«Empire Earth II» — продолжение первой части Empire Earth, разработанное компанией Mad Doc Software и изданное компанией Vivendi Universal Games 26 апреля 2005 года Vivendi Universal Games для PC. Издатель в России — компания СофтКлаб. Схожа с сериями игр Age of Empires, «Rise of Nations», «Казаки» и «Civilization».

## Описание
Игра во многом схожа с родоначальницей серии Empire Earth, здесь также нужно собирать ресурсы, строить базу, обучать войска и уничтожать вражеских юнитов. Игроку по-прежнему отводится 13 тысяч лет развития на протяжении 15 эпох, начиная с каменной эпохи и заканчивая веком синтеза.
Главные нововведения:
- городской менеджер, позволяющий очень быстро распределить рабочих по ресурсам и даже построить нефтяные скважины и урановые рудники;
- режим картинка в картинке, позволяющий наблюдать за разными участками карты в режиме онлайн;
- «военные планы», которые можно отправлять как живым, так и компьютерным игрокам, причем компьютерные игроки могут принять план игрока и действовать согласно этому плану.

В игре появилась карта местности, на которой можно указывать направление и путь атаки войскам.
Игрок может взять под свой контроль любую из 18 сторон: американцы, ацтеки, вавилоняне, британцы, китайцы, египтяне, французы, русские, германцы, греки, инки, японцы, корейцы, масаи, майя, римляне, турки, зулусы. Каждая страна имеет по три уникальных юнита и соответствующие бонусы цивилизации.

## Кампании
Empire Earth II имеет 3 одиночные кампании по 8 сценариев в каждом и коллекции сценариев, точки поворота, а также учебную кампанию. Учебная кампания из четырех сценариев повествует об ацтеках, где игроку объясняют основы игрового процесса. Первый сценарий повествует об основании Теночтитлана, второй об испанском завоевании Латинской Америки, где, в отличие от реальной истории, Кортес с конкистадорами проигрывает ацтекам. Третий сценарий повествует о торговле Империи ацтеков с США, а последний — о войне с Империей инков, происходящей во время Второй мировой войны.

### Корейская кампания
Корейская кампания повествует о ранней истории Кореи, с 2333 г. до н. э. по 676 г. н. э.. Сценарии повествуют об образовании государства Кочосон и его первых контактов с корейскими племенами, о войнах с Китаем и другими корейскими государствами. Ближе к концу она повествует об гражданских войнах в Корее, о решении государства Силла заключить союз с Китаем и об объединении корейских земель. Последний сценарий — окончательная война с Китаем.

### Германская кампания
Германская кампания охватывает период с 1220 г. по 1871 г. н. э. в Центральной Европе. Первые четыре сценария повествуют о борьбе Тевтонского ордена с язычниками на землях Пруссии; Ганзе; Грюнвальдской битве; падении Тевтонского ордена и приходе на земли Германии протестантизма. Следующие два сценария повествуют о подъеме Пруссии и Семилетней войне. Ещё один сценарий повествует об освобождении Пруссии от наполеоновской Франции, а последний — об объединении Германии под властью Отто фон Бисмарка после войн с Данией, Австрией и Францией.

### Американская кампания
Американская кампания охватывает период с 1898 по 2070 гг. н. э., с небольшим налётом вымысла. Первый сценарий повествует об Испано-американской войне на Кубе, второй о Мёз-Аргоннском наступлении в Первой мировой войне. Третий сценарий повествует о Североафриканской кампании во Второй мировой войне, четвертый — о наступлении войск союзников в Арденнах в 1944 г. За ним следующие два сценария повествуют о шпионских операциях между США и СССР в Холодной войне, а последние два — о войне с киборгами во главе с генералом Чарльзом Блэквортом, в ходе которой игрок срывает переворот и побеждает его и его последователей в джунглях Амазонки. В заключительном ролике показывается короткий фильм о спасении человечества и Земли от ядерной войны.

### Особые сценарии
Четыре особые сценария в Empire Earth II именуются точками поворота. В этих сценариях можно играть с двух разных сторон, и можно таким образом поменять историю. Нормандский сценарий берет место при высадке в Нормандии, и можно, играя за союзников, успешно провести операцию, или же, играя за Германию, этому воспрепятствовать. Сценарий Троецарствия берет начало в конце династии Хань, где игрок может исторично за царство Вэй победить царства У и Шу, или же за царства У с Шу победить царство Вэй.

## Оценки и мнения
| Сводный рейтинг | Сводный рейтинг |
| Агрегатор       | Оценка          |
| --------------- | --------------- |
| GameRankings    | 78,63 %         |

Вторая часть серии была встречена фанатами неоднозначно. Многими фанатами критиковалась новая, упрощённая тактика, странноватый баланс, отсутствие апгрейдов юнитов, аналогичных первой части, отсутствие многих характеристик юнитов из первой части, в частности брони. Во второй части значительно меньше героев и уникальных юнитов. В то же время улучшенные 3D-модели юнитов, мелкие нововведения, хорошо сделанный многопользовательский режим позволили игре найти много новых поклонников.
При этом критики довольно высоко оценили Empire Earth II. Например, IGN дали игре 8.9/10, GameSpot — 8/10, а GameSpy — 4/5.

### Комментарии
1. ↑  Выпущена под торговой маркой Sierra Entertainment.